# Melioracja wodna
Melioracja wodna – oznacza ogół zabiegów technicznych i rolniczych zmierzających do regulacji stosunków wodnych w celu polepszenia zdolności produkcyjnej gleby i ułatwienia jej uprawy. Melioracja wodna zwana też hydromelioracją obejmuje wszelkiego rodzaju zabiegi związane z odwadnianiem i nawadnianiem w celu zapewnienia optymalnej wilgotności gleby.

## Melioracje wodne w Polsce

### Początki wspierania melioracji
Na podstawie ustawy z 1921 r. o popieraniu publicznych przedsiębiorstw melioracyjnych ustanowiono Państwowy Fundusz Melioracyjny, który wspierał przedsiębiorstwa i spółki wodne w zakresie ochrony gruntów przed nadmiernym wylewem wody. Melioracje miały na celu podwyższenie produkcji rolnej przez osuszanie lub nawodnianie.
Zasiłki z Państwowego Funduszu Melioracyjnego przyznawano pod następującymi warunkami:
- projekt i kosztorys przedsiębiorstwa przed rozpoczęciem robót był zatwierdzany przez Ministra Robót Publicznych,
- pokrycie kosztów było unormowane ustawą wojewódzką, która zapewniała w dostateczny sposób utrzymanie wykonanych robót oraz wpływ Rządu na tok spraw technicznych i ekonomicznych przedsiębiorstwa.

Z Państwowego Funduszu Melioracyjnego przyznawane były zasiłki w następującej wysokości:
- na zabudowanie potoków górskich wraz z zalesieniem stoków górskich do 70% sumy kosztorysowej, zatwierdzonej przez Ministra Robót Publicznych
- na regulację lub obwołanie rzek i potoków, które miały na celu ochronę gruntów do 40% sumy kosztorysowej,
- na osuszanie i nawodnienie gruntów do 30% sumy kosztorysowej,
- na budowę zbiorników wodnych, które służyły do celów regulacji lub ochrony przez wylewami do 50% sumy kosztorysowej, zatwierdzonej przez Ministra Robót Publicznych,

### Wspieranie melioracji wodnych z 1939 r.
Na podstawie ustawy z 1939 r. o popieraniu melioracji wodnych dla potrzeb rolnictwa ustanowiono przepisy ogólne o finansowania prac melioracyjnych. Ustawa pozostawała w związku z rozporządzeniem Ministra Robót Publicznych z 1928 r. w sprawie ogłoszenia jednolitego tekstu ustawy wodnej.
Państwo udzielało pomocy na wykonywanie prac, mających na celu:
- ochronę gruntów przed zalewem;
- ochronę gruntów przed zrywaniem brzegów;
- zakładanie zbiorników wody do celów melioracyjnych;
- meliorację gruntów przez odwodnienie i nawodnienie;
- zakładanie stawów rybnych;
- zaopatrzenie w wodę ludności wiejskiej;
- inne zabiegi techniczne, zmierzające do trwałego zwiększenia użytkowej wartości zmeliorowanych terenów.

#### Zakres pomocy Państwa
Pomoc Państwa może polegała na:
- udzielaniu pomocy technicznej (przeprowadzanie ekspertyz, dostarczanie planów technicznych, kierownictwo i nadzór techniczny przy robotach wykonawczych i konserwacyjnych);
- przyznawaniu bezzwrotnych zasiłków, w szczególności na pokrywaniu udziałów Państwa w publicznych przedsiębiorstwach melioracyjnych;
- udzielaniu pomocy kredytowej.

#### Fundusz Melioracyjny
Melioracje wodne dla potrzeb rolnictwa finansowane były przez Fundusz Melioracyjny, którym zarządzał Minister Rolnictwa i Reform Rolnych.
Fundusz Melioracyjny stanowiło:
- saldo Państwowego Funduszu Melioracyjnego, utworzonego ustawą z 1921 r. o popieraniu publicznych przedsiębiorstw melioracyjnych[1],
- saldo Pożyczkowego Funduszu Tymczasowego Wydziału Samorządowego,
- dotacje Skarbu Państwa;
- przelewy z Funduszu Obrotowego Reformy Rolnej;
- należności i wpływy z tytułu udzielanych pożyczek z Funduszu Melioracyjnego lub innych wydatków zwrotnych z tego Funduszu;
- oprocentowanie gotowizny Funduszu Melioracyjnego;
- inne wpływy.

### Popieranie melioracji wodnych z 1958 r.
Na podstawie ustawy z 1958 r. o popieraniu melioracji wodnych dla potrzeb rolnictwa. unormowano sprawę melioracji wykonywanych dla podniesienia produkcji rolnej i.wyróżniono trzy rodzaje melioracji wodnej: melioracje podstawowe, półpodstawowe i szczegółowe.

#### Melioracje podstawowe
Do melioracji podstawowych zaliczono:
- regulacje rzek i potoków oraz kanały (otwarte i kryte) odwadniające i nawadniające o szerokości regulacyjnej dna powyżej 1,5 m w ich dolnym biegu, jak również rurociągi o średnicy powyżej 1 m,
- zbiorniki wodne dla celów rolniczych,
- obwałowanie urządzeń,
- budowle regulacyjne, piętrzące i komunikacyjne,
- stałe stacje pomp,

#### Meliorację półpodstawowe
Do melioracji półpodstawowych zaliczono:
- regulacje cieków naturalnych i cieki sztuczne (rowy i kanały otwarte i kryte) odwadniające i nawadniające o szerokości regulacyjnej dna powyżej 0,6 do 1,5 m oraz rurociągi o średnicy powyżej 0,4 do 1,0 m,
- rowy odpływowe ze zdrenowanych gruntów – poza obszarem drenowania lub rowy i rurociągi odwadniające i nawadniające – poza obszarem meliorowanym,
- budowle regulacyjne, piętrzące i komunikacyjne na urządzeniach.

#### Melioracje szczegółowe
Do melioracji szczegółowych zaliczono:
- regulacje cieków naturalnych i cieki sztuczne (rowy i kanały otwarte i kryte) odwadniające i nawadniające o szerokości dna do 0,6 m, a rurociągi o średnicy do 0,4 m,
- groble na kwaterach nawadnianych,
- drenowania rurkowe i krecie,
- deszczownie,
- stawy rybne,
- zagospodarowanie zmeliorowanych, jak również nie wymagających melioracji trwałych łąk i pastwisk oraz nieużytków przeznaczonych na takie łąki i pastwiska po ich zmeliorowaniu.

#### Wykonywanie melioracji wodnych
Wykonywanie melioracji wodnych podstawowych oraz budowa dróg dojazdowych, niezbędnych dla umożliwienia właściwego użytkowania zmeliorowanych obszarów, należała do Państwa, a wykonywanie melioracji półpodstawowych i szczegółowych – do spółek wodnych i zainteresowanych właścicieli gruntów.
Na wniosek spółki wodnej, spółdzielni produkcyjnej lub większości zainteresowanych właścicieli gruntów nie zorganizowanych w spółkę wodną, organ administracji rolnej prezydium powiatowej rady narodowej mógł podjąć decyzję o wykonaniu melioracji półpodstawowych i szczegółowych przez Państwo za zwrotem części kosztów.
Zwrot części kosztów następował przez obciążenie na rzecz Państwa opłatami melioracyjnymi:
- spółki wodnej – jeżeli melioracje wykonywane były na terenach objętych działalnością tej spółki,
- wszystkich zainteresowanych właścicieli gruntów – w pozostałych przypadkach.

### Urządzenia melioracji wodnej z 2017 r.
Urządzeniami melioracji wodnych są:
- rowy wraz z budowlami związanymi z nimi funkcjonalnie,
- drenowania,
- rurociągi,
- stacje pomp służące wyłącznie do celów rolniczych,
- ziemne stawy rybne,
- groble na obszarach nawadnianych,
- systemy nawodnień grawitacyjnych,
- systemy nawodnień ciśnieniowych

Przepisy dotyczące urządzeń melioracji wodnych stosuje się odpowiednio do:
- budowli wstrzymujących erozję wodną;
- dróg dojazdowych niezbędnych do użytkowania obszarów zmeliorowanych;
- fitomelioracji oraz agromelioracji;
- systemów przeciwerozyjnych;
- zagospodarowania zmeliorowanych trwałych łąk lub pastwisk;
- zagospodarowania nieużytków przeznaczonych na trwałe łąki lub pastwiska.